# Луг (Ужгородский район)
Луг (укр. Луг) — село в Ставненской сельской общине Ужгородского района Закарпатской области Украины.
Население по переписи 2001 года составляло 434 человека. Почтовый индекс — 89030. Телефонный код — 03135. Занимает площадь 28,77 км². Код КОАТУУ — 2120881303.